# Cantó de Cosne-Cours-sur-Loire-Sud
El cantó de Cosne-Cours-sur-Loire-Sud és un cantó francès del departament de la Nièvre, a la regió de Borgonya-Franc Comtat. Està inclòs al districte de Cosne-Cours-sur-Loire, compta amb cinc municipis i el cap cantonal és Cosne-Cours-sur-Loire.

## Municipis
- Alligny-Cosne
- Cosne-Cours-sur-Loire-Sud
- Pougny
- Saint-Loup
- Saint-Père

## Història
| Data d'elecció                           | Identitat      | Partit | Qualitat |
| ---------------------------------------- | -------------- | ------ | -------- |
| 1982-1994                                | Didier Béguin  | UDF    |          |
| 1994-2001                                | Régis Bertrand | PS     |          |
| 2001-                                    | Michel Veneau  | UMP    |          |
| les dades anteriors no són pas conegudes |                |        |          |
|                                          |                |        |          |